# Kukierzy

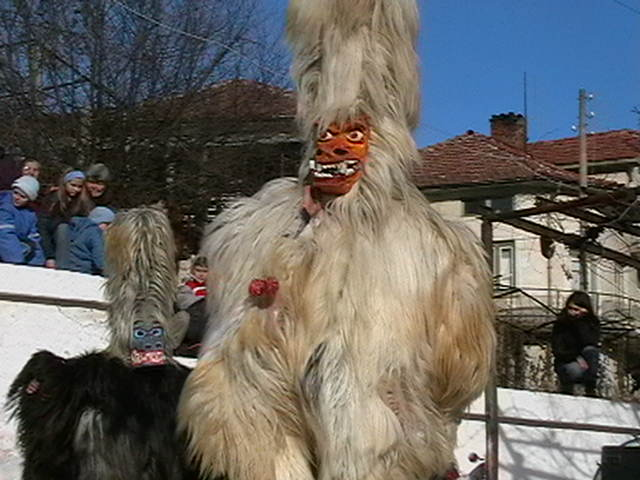
Kukier

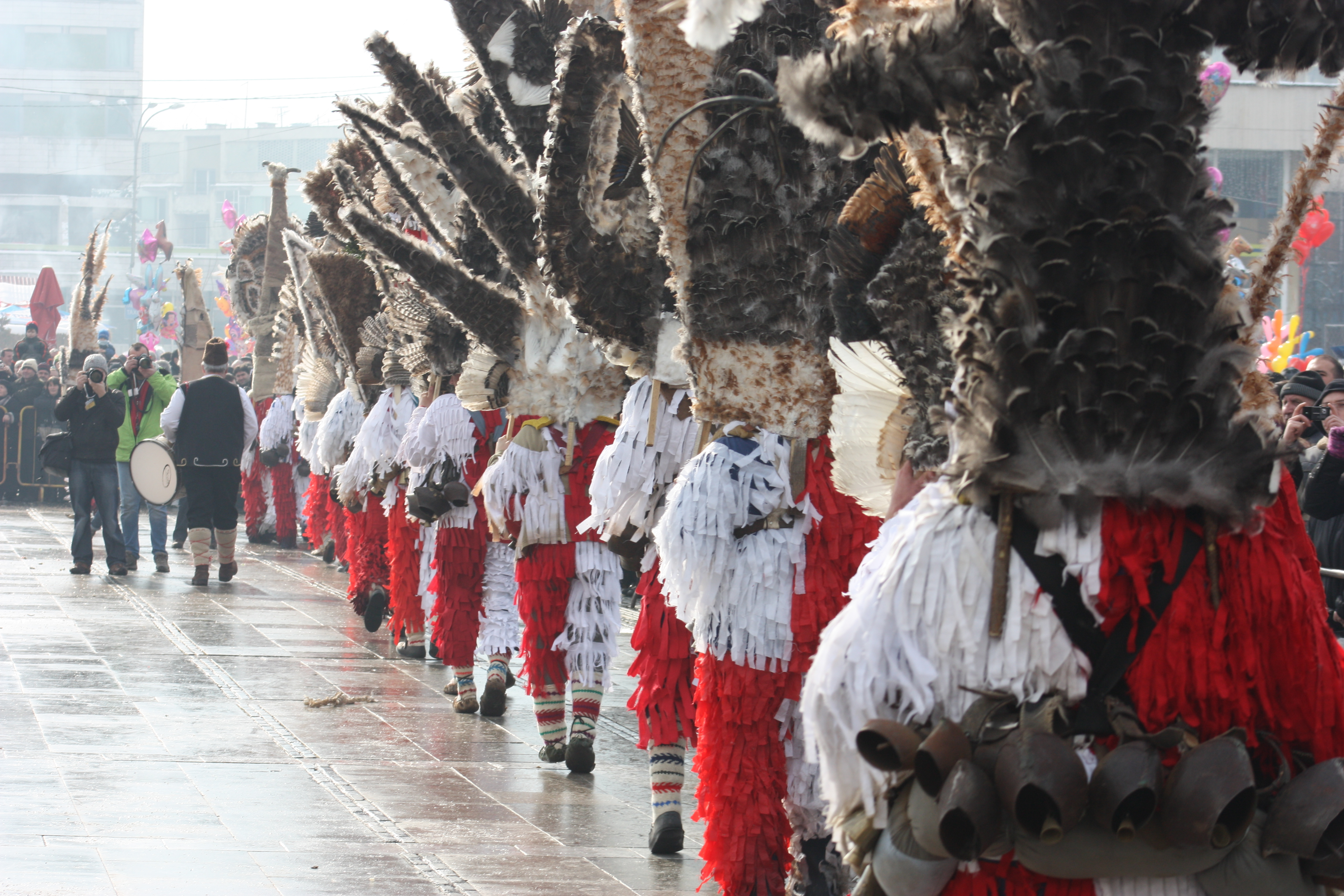
Kukierzy

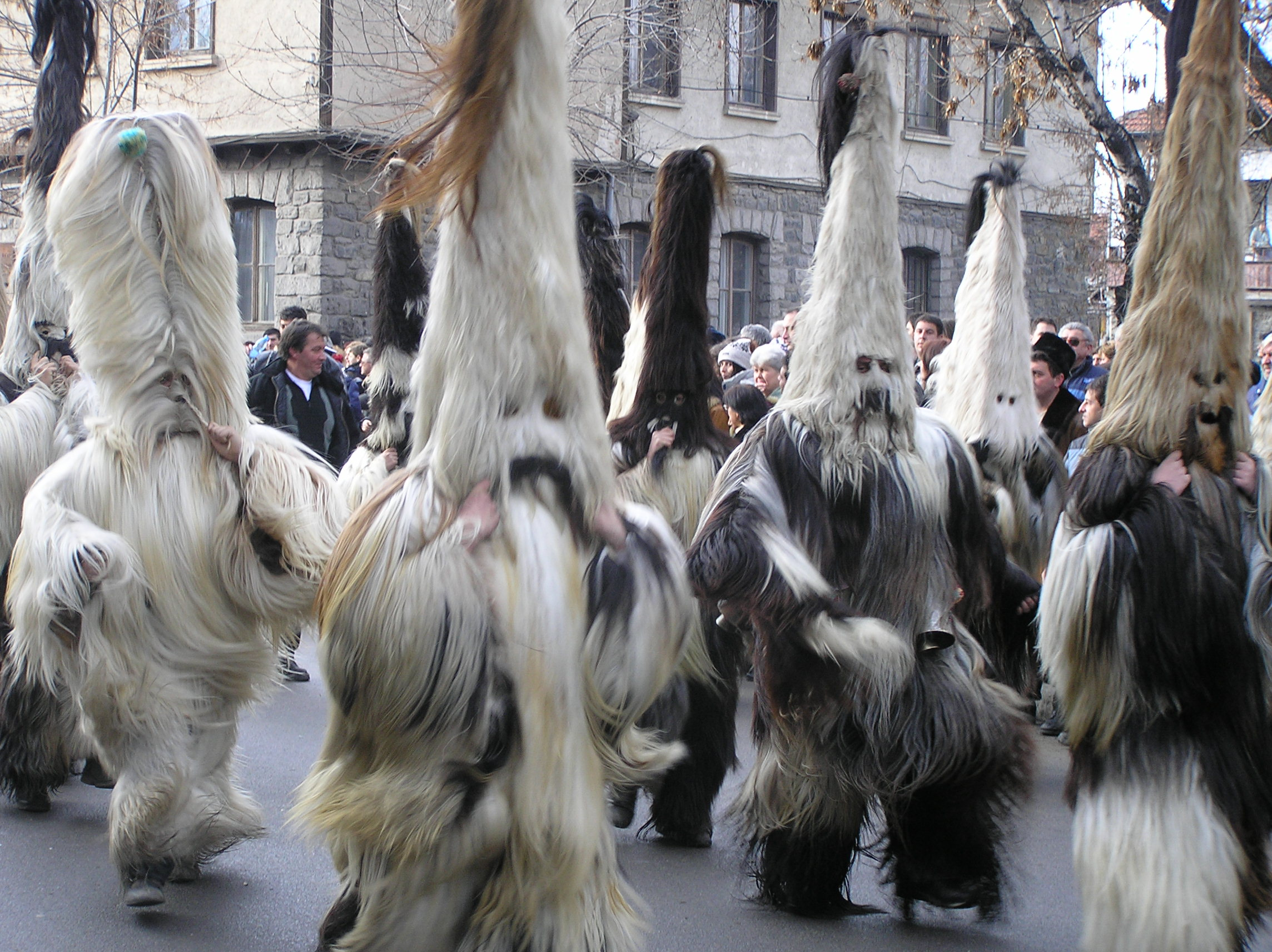
Kukierzy w Razłogu

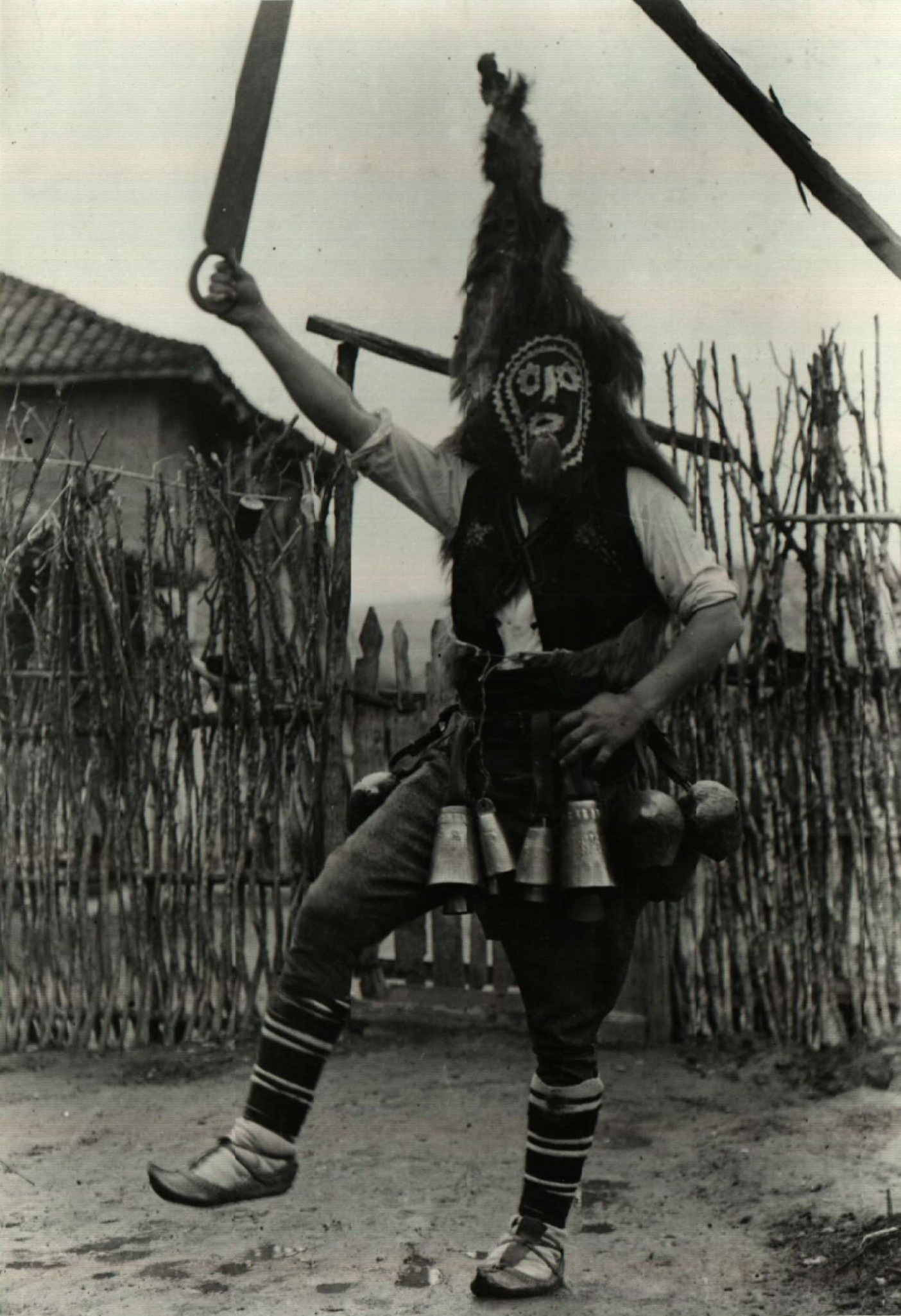
Archiwalne zdjęcie Kukiera z Bułgarii.

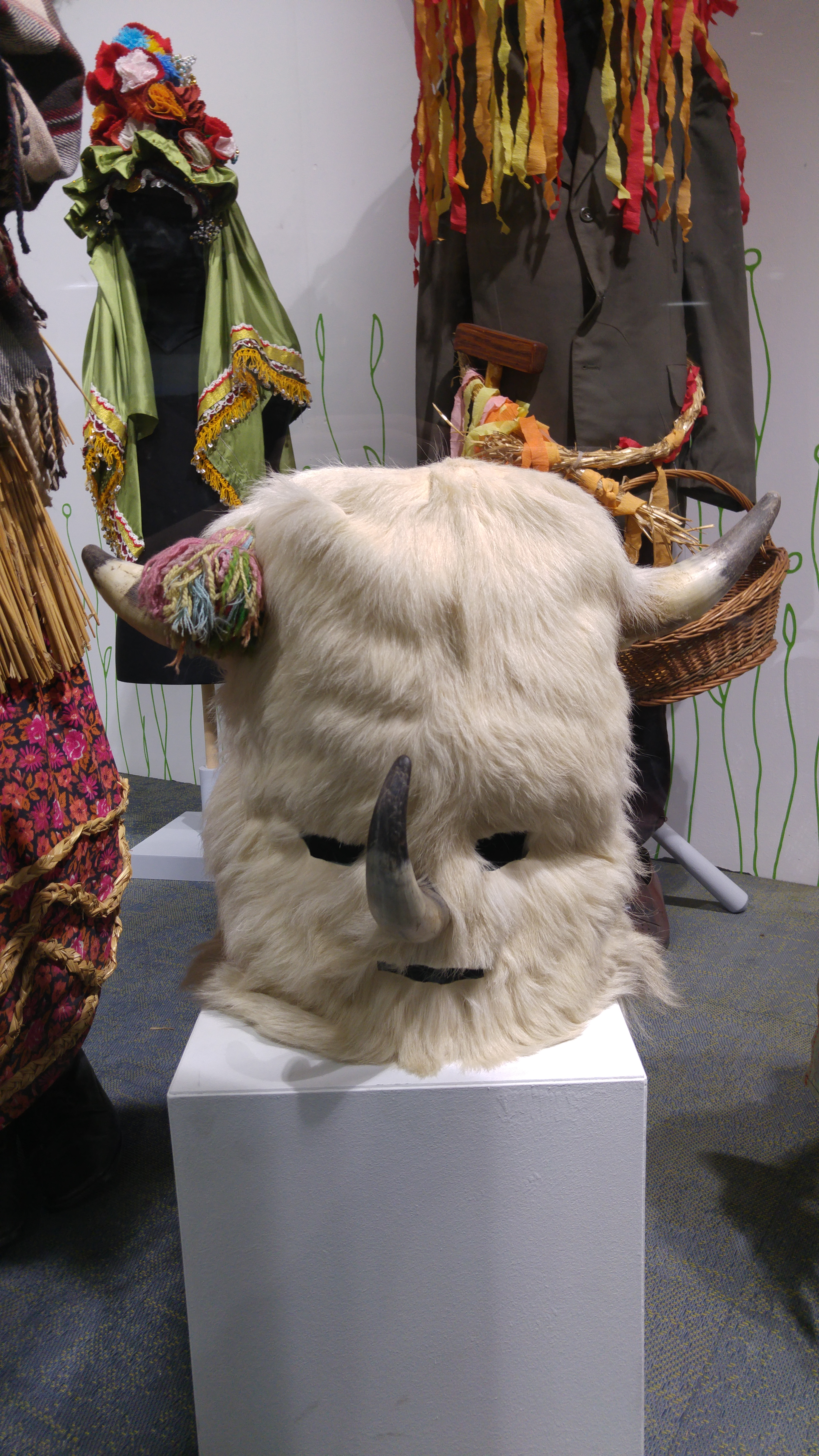
Maska Kukiera na wystawie w Państwowym Muzeum Etnograficznym w Warszawie.

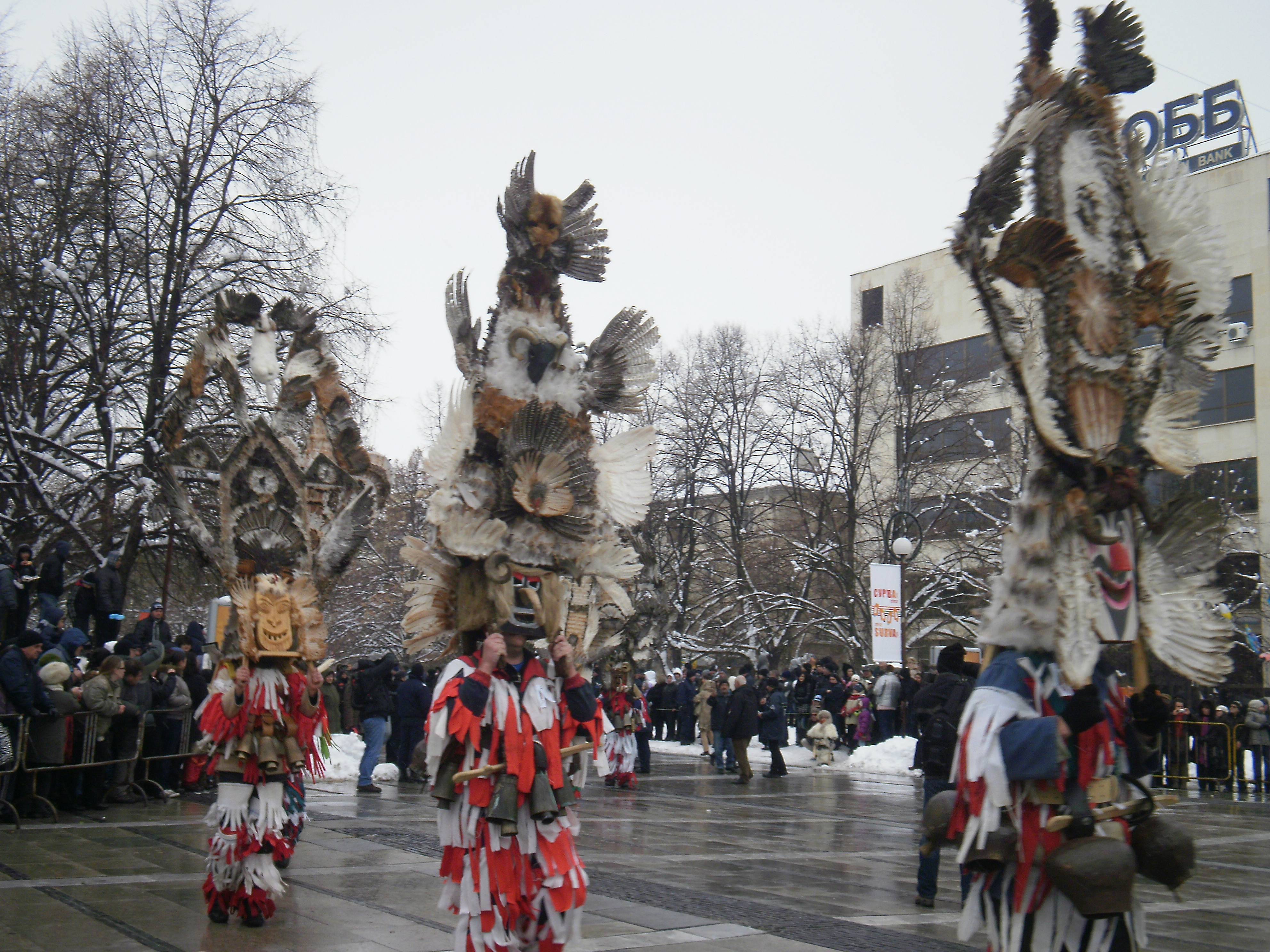
Kukierzy w czasie Festiwalu Surwa w Perniku

Kukierzy lub kukeri, także czauszi, babugeri, stanczinari, derwiszi, starci, surati lub dżamałari (bułg. кукери, Kukieri; l.poj. кукер, Kukier, Kuker, bułg. чауши, бабугери, станчинари, дервиши, старци, сурати, джамалари) – karnawałowa grupa przebierańców, która chodzi przez wieś w Bułgarii w czasie Wielkiego Postu (blisko Wielkanocy). 
Według tradycji, wywodzącej się być może z czasów trackich, Kukierzy swoim rytualnym zachowaniem przepędzają złe duchy i zapewniają dobrobyt oraz szczęście ludziom i ziemi. Jest to też symboliczne pożegnanie zimy. Ta maskarada wpisuje się w złożoną formę europejskiego karnawału, przy czym istotna jest tu – często pomijana – wiosenna jego odmiana. Grupy kukierów prezentują się – oprócz okresu przed Wielkanocą – także w czasie styczniowego festiwalu Surwa w miejscowości Pernik, a sam festiwal jest umieszczony na liście niematerialnego dziedzictwa UNESCO. Oba terminy, gdy pojawiają się kukierzy (koniec stycznia i połowa Wielkiego Postu) to dawne okresy związane z rytuałami zadusznymi.

## Wygląd i zachowanie
Kostiumy kukierów składają się z: 
- niemal całkowicie zakrywających ciało strojów przypominających zwierzęcą sierść (poprzez nałożenie np. kożuchów na lewą stronę) lub obszytych dużą liczbą kolorowych szmatek/frędzli;
- drewnianych masek zwierząt (o często podwojonych rozmiarach; z dodatkami typu piłeczki, frędzle, cekiny, tasiemki, koraliki, lusterka oraz z drewnianymi imitacjami fallusów) z doszytymi płatami tkanin – z otworami na oczy i usta; maski mogą być uformowane w wysokie, stożkowate czuby charakterystyczne dla europejskich grup karnawałowych[4], a ich częstym elementem są doczepione prawdziwe rogi kozie lub krowie[5];
- pasów z wielkimi, ciężkimi dzwonkami o różnych rozmiarach, które uczestnicy grupy mają na sobie;
- butów i tkanin owijających nogi.

W miejscowości Wresowo przebierańcy trzymają w rękach miecze i kule inwalidzkie, a maski kukierów w tej wsi nazywają się gugła i oprócz tego, że są zoomorficzne, dwurożne i mają umocowane lusterko, dodatkowo przyozdabiają je kolorowe pompony – papułyki.
Stroje kukierów często wykonane są ze skór kozy małaszewskiej.

## Przebieg obrzędu
Kukierzy, idąc w pochodzie prowadzonym przez przodownika-lidera (Kukier), wykonują zsynchronizowane ruchy, wprawiając indywidualnie nastrojone dzwonki w kołysanie, a tym samym – wytwarzając permanentny, rytmiczny hałas i dudnienie. Mali chłopcy terminują wcześniej latami noszenie tych pasów oraz prawidłową obsługę dzwonków i obrzęd ten ma dla nich do dziś charakter inicjacyjny. W niektórych wsiach kukierzy przemieszczają się na drewnianych koniach. Głównym punktem wydarzenia jest pantomima odgrywana w centrum wsi, odnosząca się do wierzeń agrarnych i kultu płodności: postacie z grupy („panna młoda”, „pan młody”, „rolnik”) orzą ziemię niesionymi pługami, a następnie widzowie oglądają symulowany „poród”. Powszechne są też sceny „śmierci” kukiera i jego „zmartwychwstania” za sprawą działań „panny młodej” lub "baby" / „starej kobiety”. Poza tym przebierańcy idąc przez wieś zaczepiają mijanych mieszkańców, robią żarty, obijają sąsiadów drewnianymi laskami itp. 
We Wresowie „panna młoda” zabiera z tłumu dzieci i przytula je „na szczęście” – w zamian dostaje od matek upominki. W zależności od miejscowości pojawia się w tej grupie także „straż przyboczna”, „niedźwiedź” oraz „osioł” lub postać „obcego”, np. Araba, ale „obcymi” mogą być także (jak w innych europejskich grupach karnawałowych, tak i np. w bułgarskiej Strandży) przedstawiciele różnych zawodów: fryzjer, sędzia, duchowny. W grupie – oprócz kukiera, którego wygląd ma przestraszać (przede wszystkim dzieci i młode panny) – są też inne maszkarony, np.: karakondźo (tur. straszydło), drakus, babuger, arapin. 
Istotną postacią jest też „car” – np. we wsi Sveti Nikole tę postać kukierzy unoszą na kocu, umieszczają na wozie, do którego sami się zaprzęgają, po czym pochód rusza na centralny plac wiejski, gdzie czeka przygotowany stół do rytualnej uczty.   
Wszędzie przebierańcom towarzyszą także lokalne orkiestry (np. bęben z perkusyjnym talerzem, gajda). 
Maskarada przyciąga mieszkańców, integruje w czasie przygotowań i wymusza współuczestnictwo sąsiedzkie, co zdaniem badacza Geralda Creeda, zajmującego się maskaradami na Bałkanach, może być elementem refleksji nad rekonstrukcją tradycji lokalnych, wraz z procesami bezpośrednio związanymi z wiejską polityką pokrewieństwa, sąsiedztwa i tożsamości. 
Maski i stroje kukierów posiada w swojej kolekcji bałkańskiej m.in. Państwowe Muzeum Etnograficzne w Warszawie. 